# Erich Botzenhart
Erich Botzenhart (* 23. Juni 1901 in Untertürkheim; † 18. Oktober 1956 auf Schloss Cappenberg, Bork) war ein deutscher Historiker.

## Leben und Wirken
Erich Botzenhart studierte an den Universitäten Tübingen und Berlin und wurde 1925 in Tübingen als Schüler von Adalbert Wahl mit einer Arbeit über Freiherr vom Stein promoviert. Seit 1929 war Botzenhart mit einer Edition der Briefe, Denkschriften und Aufzeichnungen des Freiherrn vom Stein beschäftigt, die zwischen 1931 und 1937 in sieben Bänden publiziert wurde.
Nach 1933 galt Botzenhart, ohne Mitglied der NSDAP zu sein, als einer der führenden Vertreter einer neuen Generation junger nationalsozialistischer Historiker. Seine Interpretation, wonach Stein ein konservativer Nationalist gewesen sei, der nichts mit den liberalen Bestrebungen in Deutschland nach der Französischen Revolution zu tun gehabt habe, wich von der bisherigen Lehrmeinung ab. Nach 1933 stilisierte Botzenhart den Reichsfreiherrn zum Vorläufer des Nationalsozialismus bzw. Hitlers. Er fiel mit seinen Thesen Walter Frank auf, der ihn 1935 als Gründungsmitglied und Mitarbeiter an das nationalsozialistische Reichsinstitut für Geschichte des Neuen Deutschlands holte. Frank versuchte 1935 und 1936 jeweils vergeblich, Botzenhart eine Professur an den Universitäten Jena bzw. Halle zu verschaffen. In Göttingen hatte Frank schließlich Erfolg. Botzenhart wurde 1939, ohne habilitiert zu sein und gegen den Willen der Fakultät, als außerordentlicher Professor an die Universität Göttingen berufen. Aus Anlass des 50. Geburtstages von Adolf Hitler wurde er am 20. April 1939 zum Professor ernannt.
Von 1941 bis 1943 war Botzenhart als Mitglied der Archivkommission des Auswärtigen Amtes mit der Auswertung von Akten beschäftigt, die in französischen Archiven erbeutet worden waren. Ab 1943 war er (als Nachfolger des gestürzten Walter Frank) Leiter des Reichsinstituts für Geschichte des Neuen Deutschlands. Am 17. Juli 1945 wurde er von der Universität Göttingen entlassen. Daraufhin zog Botzenhart nach Schloss Cappenberg, dem Sitz des Freiherr-vom-Stein-Archivs, wo er die folgenden Jahre, getrennt von seiner Frau und seinen fünf Kindern, als Verwalter des Archivs und Leiter der wissenschaftlichen Arbeiten der Freiherr-vom-Stein-Gesellschaft lebte. In seinem Entnazifizierungsverfahren wurde er 1949 in die Kategorie IV („Mitläufer“) eingeordnet.
Botzenhart litt unter Depressionen und nahm sich 1956 das Leben. Der Historiker Manfred Botzenhart war sein Sohn.

## Schriften (Auswahl)
- Die Staats- und Reformideen des Freiherrn vom Stein. Ihre geistigen Grundlagen und ihre praktischen Vorbilder. Band 1: Die geistigen Grundlagen. Osiander, Tübingen 1927.
- (Bearb.) Freiherr vom Stein, Briefwechsel, Denkschriften und Aufzeichnungen. 7 Bände, Heymann, Berlin 1931–1937.
- Grundzüge der deutschen Geschichte der Neuzeit. Spaeth & Linde, Berlin 1939.
- Der politische Aufstieg des Judentums von der Emanzipation bis zur Revolution von 1848. In: Forschungen zur Judenfrage. Band 3, 2. Auflage. Hanseatische Verlagsanstalt, Hamburg 1943, S. 62–106.
- Freiherr vom Stein. Briefe und amtliche Schriften (= Neue Große Stein-Ausgabe). Hrsg. von Walther Hubatsch. Band 1. W. Kohlhammer, Stuttgart 1957.